# Castell de Vêves
El castell de Vêves (en francès: Château de Vêves) ocupa una plataforma rocallosa just als afores de Celles, a la província de Namur, a Bèlgica. Està classificat com patrimoni excepcional de Valònia. Segons la tradició, el lloc ha estat ocupat per castells des dels temps de Pipí d'Héristal (segle vii). Cap a la darreria de l'edat mitjana, la zona va caure sota el control de la família Beaufort, que va supervisar la construcció d'un baluard aquí, vers l'any 1230.
El castell actual, que té forma de pentàgon irregular, i està voltat per sis torres rodones de diverses mides, data de cap a 1410. Successives restauracions han modificat especialment els murs del pati interior, un dels quals té una distintiva galeria a dos nivells d'entramat de fusta, i un altre dels quals fa una façana de totxo vermell d'estil Lluís XV. El front nord és coronat amb una petita cúpula que conté un rellotge.